# マット・ハーディング
マシュー・ハーディング（Matthew Harding、1976年9月27日 - ）は、アメリカのゲームクリエイター及びインターネット上の著名人。彼が世界中で踊った様子を映した動画が、YouTubeなどの動画共有サービスに投稿され人気を博している。Matt（マット）という名で親しまれており、彼の動画作品の名称にも冠されている。

## 来歴・人物
マットはアメリカのビデオゲーム開発者だが、最近は世界中の様々な場所のランドマークやストリートでダンスを踊るDancing Mattとしてよく知られている。
マットはコネチカット州ウェストポートの出身で、Cutting Edge Entertainmentというビデオゲーム店で働き、次に彼はコネチカット州ウィルトンのGameWEEK Magazineという雑誌の編集者を経て、その後ゲーム開発会社アクティビジョンでソフトウェア開発者として働いた。元々彼はビデオゲームを作って遊びたいという希望を持っており、その希望は思いがけず早く果たされたのだが、何か物足りないものを感じていた。
彼はパンデミックスタジオのデストロイ オール ヒューマンズ!という殺戮ゲームの開発に携わっていたが、「みんなを殺すようなゲームを作るのに、自分の人生を2年もかけたくない」と感じたことから、会社を辞め有り金をはたいて旅を始めた。これがこの有名なビデオが世に出る最初のきっかけだった。

## Where the Hell is Matt?
マットの独特なダンスは仲間内でも有名だった。ベトナムを旅行中、友人と互いにビデオに撮り合っていた時に、友人が「ダンスしてみてよ」とマットにリクエストした。このビデオはマットのWebサイトにアップされ、最初は彼の友人や家族が楽しんだ。
後にマットは、彼が中央で踊っている15のダンスシーンをつなぎ合わせ第1弾となる"Where the Hell WAS Matt?"を作成する。このビデオは電子メールを通じ人から人へと伝わり、最終的には口コミによって彼のWebサーバには1日に2万以上のアクセスが集中した。言語の壁を越え、国から国へとそのムーブメントは静かに広がっていった。
マットは2006年にその後の旅行のシーンを追加した"Where the Hell is Matt?"を作成した。この第2弾のビデオの作成にあたっては、チューイングガムのメーカーStrideがスポンサーとなっており、マットが旅行費用の工面に悩む必要は無くなった。
彼のビデオはYouTubeなどの主要な動画共有サービスで見ることができる。最も有名な第2弾のビデオはYouTubeにおいて2009年1月末時点で1800万回超の再生回数を誇る。
そして、2008年の6月20日、マットは第3弾として"Where the Hell is Matt? (2008)"を公開した。このビデオは42カ国を14ヶ月かけて回り製作されている。このBGMの"Praan"はGarry Schymanが作曲し、Palbasha Siddiqueが歌っている。歌詞はインドの詩人ラビンドラナート・タゴールの『ギーターンジャリ』に収められた"Stream of Life"という詩が元となっている。
2009年にはクレジットカードのブランド、Visaのキャンペーンであるmore people go with VISAのCMに出演。国によって内容が異なり、日本版では日本の紙幣肖像に用いられている3人（福澤諭吉、野口英世、夏目漱石）の役と競演している。コンセプトは「世界中のどこでもキャッシュレス」となっている。
2012年6月20日、世界中を舞台とするビデオとしては第4弾となる"Where the Hell is Matt? 2012"を公開した。

### 訪れた町
| 1. 北京, 中華人民共和国. 2. ハノイ, ベトナム. 3. デリー, インド. 4. モスクワ, ロシア. 5. バンコク, タイ. 6. アーグラ, インド. 7. プラハ, チェコ. 8. アンコール・ワット, カンボジア 9. ベンガル地方, インド. 10. ロサンゼルス, カリフォルニア州, アメリカ合衆国. 11. スフバータル県, モンゴル. 12. キリマンジャロ, タンザニア. 13. シベリア, ロシア. 14. モンテ・アルバン, メキシコ. 15. ツァボ, ケニア. 16. ブウィンディ原生国立公園, ウガンダ. 17. ヤンゴン, ミャンマー. 18. ウェストポート, コネチカット州, アメリカ合衆国. 19. シアトル, ワシントン州, アメリカ合衆国. 20. ニューヨーク, ニューヨーク州, アメリカ合衆国. 1. ウユニ, ボリビア. 2. ペトラ, ヨルダン. 3. マチュ・ピチュ, ペルー. 4. ヴェネツィア, イタリア. 5. 東京, 日本. 6. ガラパゴス諸島, エクアドル. 7. ブリスベン, オーストラリア. 8. ルアンパバーン郡, ラオス. 9. バンダルスリブガワン, ブルネイ. 10. エリア51, ネバダ州, アメリカ合衆国. 11. ティカル, グアテマラ. 12. ハーフムーン・ケイ, ベリーズ. 13. ソーサスフライ, ナミビア. 14. ルートバーン谷, ニュージーランド. 15. モニュメント・バレー, アリゾナ州, アメリカ合衆国. 16. サウス・シェトランド諸島, 南極. 17. チューク諸島, ミクロネシア連邦. 18. ロンドン, イングランド. 19. 超大型干渉電波望遠鏡群, ニューメキシコ州, アメリカ合衆国. 20. アブ・シンベル神殿, エジプト. 21. イースター島, チリ. 22. TGVオート・ピカルディ駅, フランス. 23. 慕田峪長城, 中華人民共和国. 24. ニューヨーク市, ニューヨーク州, アメリカ合衆国. 25. エフェソス, トルコ. 26. グアム. 27. モコロディ自然保護区, ボツワナ. 28. ベルリン, ドイツ. 29. シドニー, オーストラリア. 30. ドバイ, アラブ首長国連邦. 31. ロックアイランド, パラオ. 32. ムリンディ, ルワンダ. 33. ネコハーバー, 南極. 34. シェラーグボルテン, ノルウェー. 35. サンフランシスコ, カリフォルニア州, アメリカ合衆国. 36. シアトル, ワシントン州, アメリカ合衆国. | 1. ムンバイ, インド 2. パロ県, ブータン 3. ジャイアンツ・コーズウェー, アイルランド 4. ストーン・タウン, タンザニア 5. ランセリン砂丘, オーストラリア 6. リセ, オランダ 7. クリスマス島, オーストラリア 8. クウェートシティ, クウェート 9. テオティワカン, メキシコ 10. セリャラントスフォス, アイスランド 1. エキストラゾーン 1. ダブリン, アイルランド ① 2. ボストン, マサチューセッツ州, アメリカ合衆国 3. トロント, オンタリオ州, カナダ 4. アトミウム, ベルギー 5. コメルシオ広場, ポルトガル 6. バンクーバー, ブリティッシュコロンビア州, カナダ ① 7. パリ, フランス ① 8. サンフランシスコ, カリフォルニア州, アメリカ合衆国 ① 9. メルボルン, ビクトリア州, オーストラリア 10. ワシントンD.C.,アメリカ合衆国 ① 11. シカゴ, イリノイ州, アメリカ合衆国 ① 11. マドリード, スペイン 12. アンツィラナナ, マダガスカル 13. ブリスベン, オーストラリア 14. ダブリン, アイルランド ② 15. ブエノスアイレス, アルゼンチン 16. チャカチノ, ザンビア 17. イスタンブール, トルコ 18. ワイニビラ, フィジー 19. ロンドン, イングランド 20. ストックホルム, スウェーデン 21. アウキ, ソロモン諸島 22. サヌア, イエメン 23. アラ・アルチャ自然公園, キルギス 24. タガイタイ, フィリピン 25. 軍事境界線 26. トンブクトゥ, マリ共和国 27. ワルシャワ, ポーランド 28. オースティン, テキサス州, アメリカ合衆国 29. 東京, 日本 ① 30. ポリア, パプアニューギニア 31. マイアミ, フロリダ州, アメリカ合衆国 32. ミュンヘン, ドイツ 33. トンガタプ島, トンガ 34. シカゴ, イリノイ州, アメリカ合衆国 ② 35. ティンプー, ブータン 36. グルガオン, インド 37. シドニー, オーストラリア 38. リスボン, ポルトガル 39. ソウル特別市, 大韓民国 40. ソウェト, 南アフリカ共和国 41. ニューヨーク市, ニューヨーク州, アメリカ合衆国 42. 東京, 日本 ② 43. ヴァヴァウ, トンガ 44. 喜望峰, 南アフリカ共和国 45. パナマ運河, パナマ 46. ワディ・ラム, ヨルダン 47. レムール島, マダガスカル 48. オークランド, ニュージーランド 49. バティック, モロッコ 50. アムステルダム, オランダ 51. アトランタ, ジョージア州, アメリカ合衆国 52. メキシコシティ, メキシコ 53. ブリュッセル, ベルギー 54. サンフランシスコ, カリフォルニア州, アメリカ合衆国 ② 55. 台北, 台湾 56. バンクーバー, ブリティッシュコロンビア州, カナダ ② 57. ワシントンD.C., アメリカ合衆国 ② 58. リオデジャネイロ, ブラジル 59. ケルン, ドイツ 60. シンガポール 61. アルハンブラ, カリフォルニア州, アメリカ合衆国 62. テルアビブ, イスラエル 63. 東エルサレム, ヨルダン 64. パリ, フランス ② 65. モントリオール, ケベック州, カナダ 66. ネリス空軍基地, ネバダ州, アメリカ合衆国 67. ロサンゼルス, カリフォルニア州, アメリカ合衆国 68. サンパウロ市, サンパウロ州, ブラジル 69. シアトル, ワシントン州, アメリカ合衆国 1. イントロゾーン 1. キガリ, ルワンダ ① 2. セビリア, スペイン 3. ウィーン, オーストリア ① 4. スクールキルヘブン, ペンシルベニア州, アメリカ合衆国 ① 5. ダマスカス, シリア ① 6. ポリア, パプアニューギニア ① 7. 平壌, 朝鮮民主主義人民共和国 ① 2. ベイルート, レバノン 3. アテネ, ギリシャ ① 4. レセディ, 南アフリカ共和国 5. カポン, タイ 6. カラカス, ベネズエラ 7. バリ島, インドネシア 8. リーグシティ, テキサス州, アメリカ合衆国 9. グレート・バリア・リーフ, オーストラリア 10. ムザヒミア, サウジアラビア 11. オークランド, カリフォルニア州, アメリカ合衆国 ① 12. デトロイト, ミシガン州, アメリカ合衆国 13. テレルジ, モンゴル 14. ランガリ諸島, モルジブ 15. ルワ, ジンバブエ 16. ブダペスト, ハンガリー ① 17. ポルトープランス, ハイチ 18. アルビール, イラク 19. マウイ, ハワイ州, アメリカ合衆国 20. ニューオーリンズ, ルイジアナ州, アメリカ合衆国 21. ケソン, フィリピン 22. スクールキルヘブン, ペンシルベニア州, アメリカ合衆国 ② 23. ダマスカス, シリア ② 24. カーブル, アフガニスタン 25. トゥーロン, フランス 26. ウィーン, オーストリア ② 27. 北京, 中華人民共和国 28. エルサレム, イスラエル 29. 平壌, 朝鮮民主主義人民共和国 ② 30. オプウォ, ナミビア 31. サンフアン, プエルトリコ 32. ベオグラード, セルビア 33. ボイシ, アイダホ州, アメリカ合衆国 34. エディンバラ, スコットランド, イギリス 35. フィラデルフィア, ペンシルベニア州, アメリカ合衆国 36. ロベン島, 南アフリカ共和国 37. トロント, カナダ 38. ドレスデン, ドイツ ① 39. リヨン, フランス 40. エイブラハム・リンカーン 41. ヒューストン, テキサス州, アメリカ合衆国 42. ブラチスラヴァ, スロバキア 43. メルボルン, オーストラリア 44. カイロ, エジプト ① 45. 香港, 中華人民共和国 46. タリン, エストニア 47. ヘルシンキ, フィンランド 48. 京都, 日本 49. クリーブランド, オハイオ州, アメリカ合衆国 50. カラファシア, ソロモン諸島 51. メデジン, コロンビア 52. ポリア, パプアニューギニア ② 53. バルセロナ, スペイン 54. マンチェスター, イングランド, イギリス 55. カラチ, パキスタン 56. プラハ, チェコ 57. アテネ, ギリシャ ② 58. カイロ, エジプト ② 59. チューリッヒ, スイス 60. ドレスデン, ドイツ ② 61. ローマ, イタリア ① 62. サンホセ, コスタリカ ① 63. ブダペスト, ハンガリー ② 64. ミラノ, イタリア 65. ラファフ, ガザ地区 66. 桃園市, 台湾 67. ポートオブスペイン, トリニダード・トバゴ 68. ケンブリッジ, マサチューセッツ州, アメリカ合衆国 69. モスクワ, ロシア 70. サンディエゴ, カリフォルニア州, アメリカ合衆国 71. ローマ, イタリア ② 72. ボルチモア, メリーランド州, アメリカ合衆国 73. サンホセ, コスタリカ ② 74. デンバー, コロラド州, アメリカ合衆国 75. サンクトペテルブルク, ロシア 76. オークランド, カリフォルニア州, アメリカ合衆国 ② 77. キガリ, ルワンダ ② 78. シアトル, ワシントン州, アメリカ合衆国 |

## ゲーム作品
- デストロイ オール ヒューマンズ!
- Lemony Snicket's A Series of Unfortunate Events
- Army Men RTS
- Dark Reign 2
- Battlezone II: Combat Commander
- Battle zone
- Zork: Grand Inquisitor